# Sonochemie
Sonochemie (auch Ultraschallchemie) beschäftigt sich mit den Auswirkungen von (Ultra-)Schallwellen auf chemische Systeme. 
Sonochemische Effekte werden nicht durch direkte Einwirkung der Schallwellen auf Moleküle hervorgerufen, sondern durch akustische Kavitation. Durch die Einwirkung von Ultraschall bilden sich dabei in einer Flüssigkeit Blasen, die zunächst anwachsen und schließlich kollabieren.  Bei dieser Implosion werden, lokal und zeitlich eng begrenzt, sehr hohe Energien frei. Bei entsprechenden Experimenten wurden Temperaturen um 5000 Kelvin und Druckwerte von ungefähr 1000 atm gemessen. Die Temperaturschwankungen liegen dabei über 1010 K/s.
Die unter diesen extremen physikalischen Bedingungen auftretenden sonochemischen Reaktionen können in folgende drei Klassen eingeteilt werden:
- homogene Systeme
- heterogene Systeme mit ionischem Mechanismus
- heterogene Systeme mit Radikalmechanismus oder gemischte Reaktionen